# Gelos
Gelos ist eine französische Gemeinde mit 3.595 Einwohnern (Stand: 1. Januar 2022) im Département Pyrénées-Atlantiques in der Region Nouvelle-Aquitaine (vor 2016: Aquitanien). Die Gemeinde gehört zum Arrondissement Pau und zum Kanton Pau-4 (bis 2015: Pau-Ouest). Die Einwohner werden Gelosien genannt.

## Geografie
Gelos liegt in der historischen Provinz Béarn am Fluss Gave de Pau, in den hier der Soust mündet. Der Ort gehört zum Weinbaugebiet Jurançon. Umgeben wird Gelos von den Nachbargemeinden Pau im Norden, Bizanos im Nordosten, Mazères-Lezons und Uzos im Osten und Südosten, Rontignon im Südosten, Bosdarros im Süden, Gan im Süden und Südwesten sowie Jurançon im Westen und Nordwesten.

## Geschichte
Erstmals urkundlich erwähnt wurde Gelos im 12. Jahrhundert.

### Bevölkerungsentwicklung
| 1962 | 1968 | 1975 | 1982 | 1990 | 1999 | 2006 | 2011 |
| ---- | ---- | ---- | ---- | ---- | ---- | ---- | ---- |
| 2724 | 3367 | 3161 | 3148 | 3529 | 3666 | 3683 | 3620 |

## Sehenswürdigkeiten
- Kirche Saint-Michel aus dem 19. Jahrhundert
- Haras de Gelos, Schloss aus dem Jahr 1784, seit 1979 Monument historique

## Weinbau
Der Ort gehört zum Weinbaugebiet Béarn.

## Persönlichkeiten
- Simin Palay (1874–1965), Schriftsteller
- René Lourau (1933–2000), Soziologe